# La femme de mon pote
La femme de mon pote (en inglés: My Best Friend's Girl) es una película cómica francesa de 1983, dirigida por Bertrand Blier y protagonizada por Isabelle Huppert. El guion está firmado por el mismo Blier, junto con Gérard Brach.

## Reparto
- Michel Colucci : Micky
- Isabelle Huppert : Viviane
- Thierry Lhermitte : Pascal
- François Perrot : doctor
- Daniel Colas : el amante
- Frederique Michot
- Farid Chopel : matón